# 三驱镇
三驱镇，是中华人民共和国重庆市大足区下辖的一个乡镇级行政单位。，1993年底，原石桌、燈塔鄉併入三驅鎮。

## 歷史沿革[2]
三驅區因駐三驅場得名．民國屬第一區，國初為第三區，轄三驅鎮、寶興、雙河、季家、石龍鄉。1950年寶興、石龍劃入第七區，高升劃入第三區。1952年寶興鄉又劃入第三區，高升、季家劃入第十區。1953年區內分建楊柳、鐵橋、新復、石桌鄉．1956年石桌併入新復鄉。1958年轄三驅和同時成立寶興公社。1959年由三驅公社分建新復公社，1961年又從三驅分建楊柳、現龍公社。1981年地名普查將新復、楊柳、現龍公社分別更名為石桌、柳河、燈塔公社
從宋代到明清均為大足著名場鎮之一，宣統元年置為行政建置鎮，歷民國至解放相沿。1951年改鎮為鄉，1953年改鄉為鎮，1958年為公社。1984年稱鄉，1989年復為鎮。1993年併入石桌、燈塔2鄉。2003年並村：並新南入新民村，林金入千佛村，石桌入佛會村，獅子入月亮村，普集入雙吉村，白果入白泥村，蘆楠入楠林村，鹽井、躍龍入朝陽村，燈塔入現龍村，高碑入玉金村，川門入板橋村，群益入鐵橋村，桅杆入水星村，平壩入大橋村，新橋入長坪村。月池村及半邊街、河街2居委未動。轄16村，2居委。2011年仍轄16村2社區。
- 三驅公社因緊靠三駐場得名．從宣統元年建立三驅鎮起至1949年現域為三驅鎮的一部分。1956年三驅鎮析置新復鄉，是新復鄉的一部分。1958年三驅鎮和楊柳、鐵橋、新復等鄉合併成立三驅公社。1959年至1961年三驅公社析置新復、楊柳公社，後改三驅鄉。
  - 三驅鄉（11）：桅杆村、水星村、鐵橋村、群益村、川門村、月池村、新橋村、長坪村、平壩村、板橋村、大橋村
- 燈塔公社原名現龍公社，屬三驅鎮的一部分。1953年屬楊柳鄉。1958年三驅鎮及新復、鐵橋、楊柳等鄉合併成立三軀公社後，屬三驅公社的一部分。1961年析置現龍公社。1981年地名普查，以境內瞿家溝土地坳有石塔，群眾習稱燈塔而更名燈塔公社，後改燈塔鄉。
  - 燈塔鄉（7）：玉金村、高碑村、鹽井村、朝陽村、躍龍村、現龍村、燈塔村
- 石桌公社原名新復公社。1981年因重名，更名石桌公社．以社內石桌大隊有一古墓，墓前有一張石桌子故名．國初屬三驅鎮，1953年從三驅鎮分出成立新復鄉，同年分建石桌鄉，1956年石桌併入新復鄉，1958年併入三驅公社，1959年又從三驅公社分出成立新復公社，後改石桌鄉。
  - 石桌鄉（14）：普吉村、雙集村、新民村、白泥村、蘆楠村、楠林村、新楠村、林金村、千佛村、石桌村、佛會村、獅子村、月亮村、白果村

## 行政区划
三驱镇下辖以下地区：
半边街社区、河街社区、水星村、铁桥村、板桥村、月池村、长坪村、大桥村、双吉村、新民村、白坭村、楠林村、千佛村、佛会村、月亮村、玉金村、现龙村和朝阳村。

### 2003年調整的區劃[6]
- 一、原玉金村、 高碑村合併為一個村，名為玉金村；
- 二、將原燈塔村、現龍村合併為一個村，名為現龍村；
- 三、將原鹽井村、朝陽村、躍龍村合併為一個村，名為朝陽村；
- 四、 將原桅杆村、水星村合併為一個村，名為水星村；
- 五、 將原群益村、鐵橋村合併為一個村，名為鐵橋村；
- 六、 將原川門村、板橋村合併為一個村，名為板橋村；
- 七、將原新橋村、長坪村合併為一個村，名為長坪村；
- 八、將原普集村、雙吉村合併為一個村，名為雙吉村；
- 九、將原蘆楠村、楠林村合併為一個村，名為楠林村；
- 十、將原白果村、白坭村合併為一個村，名為白坭村；
- 十一、將原石桌村、佛會村合併為一個村，名為佛會村；
- 十二、將原獅子村、月亮村合併為一個村，名為月亮村；
- 十三、將原林金村、千佛村合併為一個村，名為千佛村；
- 十四、將原新楠村、新民村合併為一個村，名為新民村；
- 十五、將原平壩村、大橋村合併為一個村，名為大橋村；
- 十六、保留月池村